# OpenVG
OpenVG est une API conçue par le groupe  Khronos. OpenVG est conçue pour le dessin vectoriel 2D permettant une accélération matérielle. Cette API est plus particulièrement destinée aux  téléphones portables, consoles de jeux portatives, PDA, et autres appareils portables. Cela devrait faciliter la création d'interfaces utilisateur efficaces moins dépendantes du processeur et devrait aider à réduire la consommation électrique de ces appareils. OpenVG est bien adaptée aux applications utilisant les technologies SVG ou Flash.
Le groupe de travail chargé du contrôle de cette API a été créé au sein du groupe  Khronos le 6 juillet 2004 par des entreprises internationales telle que 3Dlabs, Bitboys, Imagination Technologies, Ericsson, Hybrid Graphics, Motorola, Nokia, PalmSource, Symbian, et Sun Microsystems.
Le premier brouillon des spécifications a été publié fin 2004, et la version 1.0 est sortie le 1er août 2005.
En 2010, OpenVG est théoriquement supporté par Mesa 3D, le système de rendu 2D/3D utilisé par défaut sous GNU/Linux mais n'y est plus régulièrement développé, ainsi que par le système Android (basé sur le noyau Linux), ainsi les pilotes pour différents systèmes des processeurs graphiques inclus dans les SoC à architecture ARM.
OpenVG est également défini dans la norme de la plateforme OpenKODE du Khronos Group.